# Montagnes russes steeplechase
Pour les articles homonymes, voir Steeple chase.

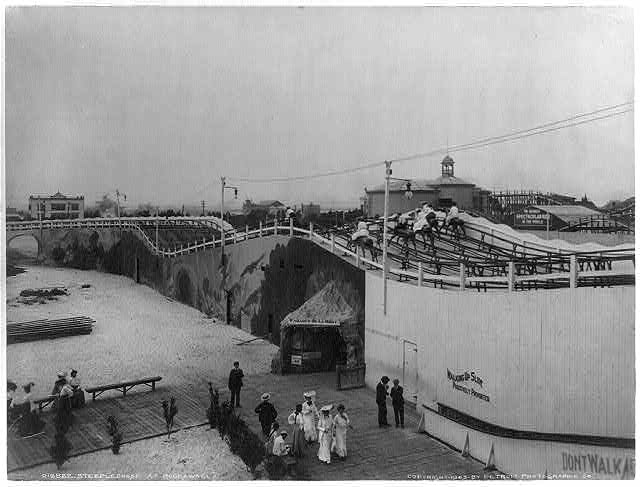
Steeplechase Ride à Steeplechase Park.

Les montagnes russes steeplechase sont des montagnes russes assises en métal racing dont il ne reste plus qu'un exemplaire au Royaume-Uni.

## Historique
Vers les années 1900, une attraction de type Steeplechase fut construite dans la parc Steeplechase Park.
À la fin des années 1970, Arrow Dynamics a repris le concept pour créer deux montagnes russes :

## SteeplechaseàPleasure Beach, Blackpool
Steeplechase est le seul modèle de montagnes russes steeplechase existant encore. Il a ouvert en 1977 et construit par Arrow Dynamics. Le parcours dispose de 3 voies. Les wagons sont décorés en chevaux.

## Wacky Soap Box RacersàKnott's Berry Farm
Wacky Soap Box Racers a ouvert de 1976 à 1996. Il possédait 4 voies dont chacune faisait 541.9 m de long et 8.2 m de hauteur. La vitesse maximale atteinte était de 48.3 km/h. Les wagons étaient décorés en caisses à savon.